# The Beatles Stereo Box Set
The Beatles Stereo Box Set — бокс-сет с полным комплектом ремастированных стереофонических записей группы The Beatles, выпущенный лейблами EMI и Apple 9 сентября 2009 года. В тот же день в рамках того же проекта был выпущен бокс-сет со всеми монофоническими изданиями записей The Beatles под названием The Beatles in Mono.
Процесс ремастеринга на EMI длился четыре года, его целью было как максимально очистить записи от помех и шумов, сделать их более «прозрачными», так и воссоздать у современного слушателя то же ощущение и окраску от цифрового звука, которое ранее обеспечивалось на виниловых пластинках, — и только на достаточно качественной воспроизводящей аппаратуре. Проектом руководили ведущие звукоинженеры (англ. audio engineering) EMI Аллан Роуз (Allan Rouse) и Гай Месси (Guy Massey).
Это был уже четвёртый по счёту полный или практически полный бокс-сет с записями оригинальных альбомов The Beatles (после The Beatles Collection, The Collection и The Beatles Box Set) — однако если считать за единицу каждый проданный бокс-сет (стерео или моно), то общее количество продаж составило более 30 миллионов экземпляров.
Бокс-сет получил премию «Грэмми» в номинации «Лучший исторический альбом» (Grammy Award for Best Historical Album) на 53-й церемонии вручения премии в 2010 году. В тот же день была выпущена видеоигра The Beatles: Rock Band, где использовались фрагменты вошедших в бокс-сет ремастированных записей.
12 ноября 2012 года комплект был издан на плотных 180-граммовых виниловых пластинках с роскошным 252-страничным буклетом.

## Список альбомов в бокс-сете
- Please Please Me (1963)
- With The Beatles (1963)
- A Hard Day’s Night (1964)
- Beatles for Sale (1964)
- Help! (1965)
- Rubber Soul (1965)
- Revolver (1966)
- Sgt. Pepper's Lonely Hearts Club Band (1967)
- Magical Mystery Tour (1967)
- The Beatles (1968)
- Yellow Submarine (1969)
- Abbey Road (1969)
- Let It Be (1970)
- Past Masters (1962—1970)